# Frant
Frant is een civil parish in het bestuurlijke gebied Wealden, in het Engelse graafschap East Sussex met 1645 inwoners.